# Halberstädter Straße 82 (Magdeburg)

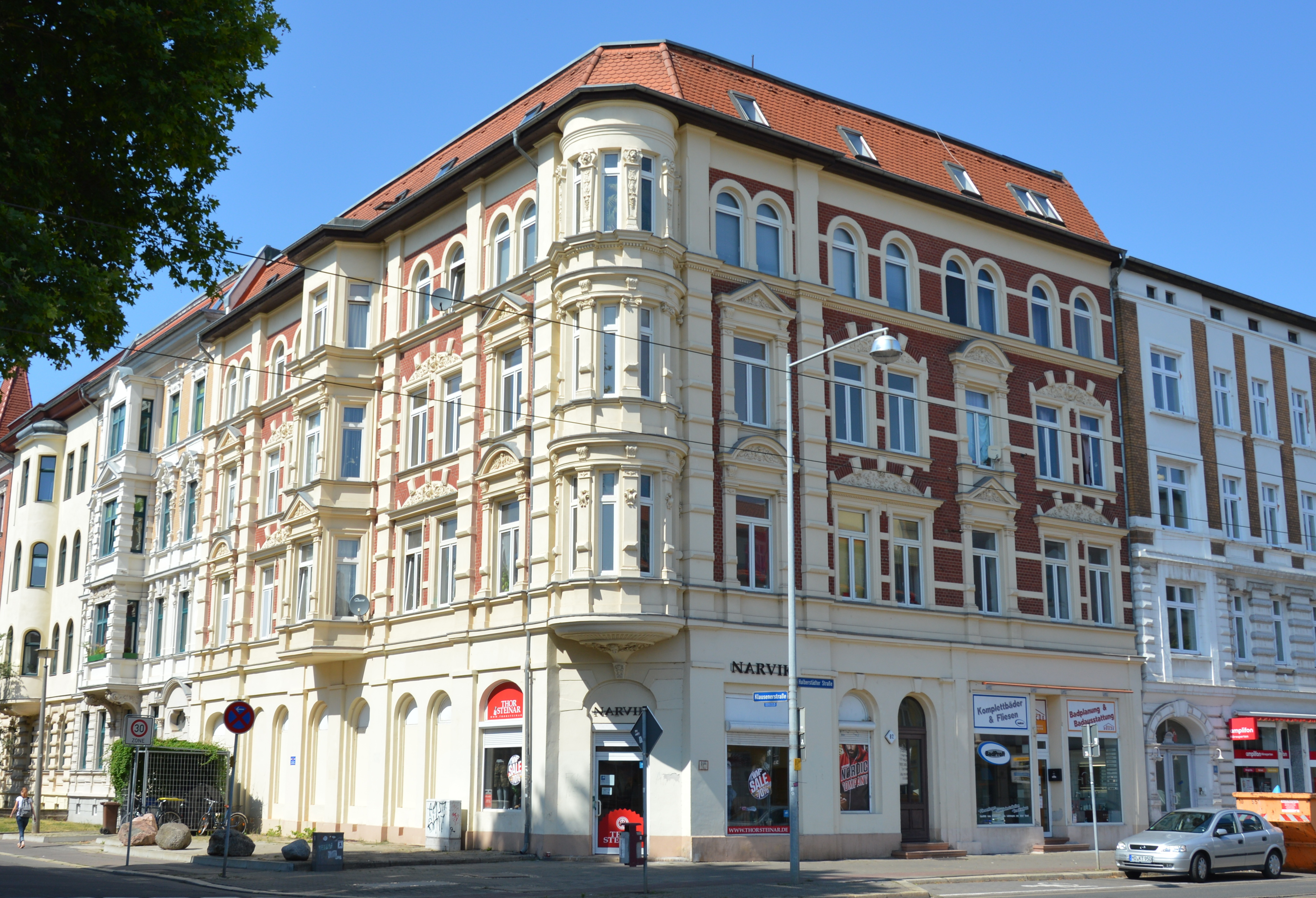
Halberstädter Straße 82

Das Haus Halberstädter Straße 82 ist ein denkmalgeschütztes Gebäude in Magdeburg in Sachsen-Anhalt.

## Lage
Es befindet sich auf der nordwestlichen Seite der Halberstädter Straße im Magdeburger Stadtteil Sudenburg in einer Ecklage an der Einmündung der Klausener Straße.

## Architektur und Geschichte
Das viergeschossige Wohn- und Geschäftshaus entstand im späten 19. Jahrhundert. Der repräsentativ gestaltete Bau wurde im Stil des Neobarock als Ziegelgebäude errichtet. Die Ecksituation wird durch einen Eckerker vor den Obergeschossen betont, der ursprünglich wohl bekrönt war. Im Erdgeschoss ist auf der Ecke ein Eingang zu einem dort befindlichen Ladengeschäft angeordnet. Zur Klausenerstraße hin befindet sich ein ebenfalls dreigeschossiger polygonaler Erker. Weitere Fassadenelemente sind an Pilaster erinnernde Lisenen, Rundbogenfenster sowie Dreiecks- und Segmentbogengiebel oberhalb von Fensteröffnungen. Darüber hinaus bestehen Stuckverzierungen mit floralen und ornamentalen Motiven.
Im örtlichen Denkmalverzeichnis ist das Wohn- und Geschäftshaus unter der Erfassungsnummer 094 81973 als Baudenkmal verzeichnet.
Das Gebäude stellt den Kopfbau einer gründerzeitlichen Straßenzeile dar und gilt als städtebaulich bedeutsam.